# HJN
HJN est la première station de radio colombienne, détenue et opérée par l'État colombien par le biais du Ministère de l'Éducation nationale.

## Histoire
En 1924, durant l'administration du président Pedro Nel Ospina, un terrain à Puente Aranda est réservé pour un transmetteur Telefunken. Le studio est initialement situé à l'intérieur du Capitole national.
La diffusion commence le 5 septembre 1929, durant le mandat du président Miguel Abadía Méndez, avec une série de discours depuis un théâtre de Chapinero et de la musique d'Alejandro Wills et Pedro Morales Pino In downtown Bogotá, the first programme was heard by a crowd which listened to speakers installed by the government,.
La programmation alterne les bulletins d'information, de la musique classique et des concerts en direct,. Pendant un temps, des plages sont louées à des citoyens privés et des publicités commerciales sont diffusées, jusqu'à l'administration d'Enrique Olaya Herrera. Les programmes culturels et éducatifs prennent plus d'importance en 1932-1933, lorsque Daniel Samper Ortega, directeur de la bibliothèque nationale de Colombie, devient le directeur de HJN.
La station ferme en novembre 1937, durant le premier mandat d'Alfonso López Pumarejo pour des raisons techniques et financières. Le relai de HJN sera pris par Radiodifusora Nacional de Colombia (en), qui commence à diffuser le 1er février 1940.